# Pablo Bennevendo
Pablo Bennevendo Peña (ur. 3 stycznia 2000 w mieście Meksyk) – meksykański piłkarz występujący na pozycji prawego obrońcy, od 2021 roku zawodnik Pumas UNAM.